# M3D
Az M3D Magyarország első háromdimenziós-televíziós csatornája, amelyet az MTV Zrt. és a Médiaszolgáltatás-támogató és Vagyonkezelő Alap (MTVA) indított el 2012. június 25-én. A csatorna műsora 50 napig tesztjelleggel  az interneten és a MinDig TV szolgáltatása keretein belül Budapesten és környékén az UHF 43-as csatornán is ingyen volt elérhető. Kizárólag a MinDig TV-n volt vehető 3D-ben a 2012-es labdarúgó-Európa-bajnokság döntője, illetve az adást  továbbító szolgáltatókkal szerződésben álló televíziónézők 3D-ben is élvezhették a 2012. évi nyári olimpiai játékok kiemelt sportágainak közvetítését, valamint az MTVA kifejezetten az 50 napos kísérleti adásra összeállított exkluzív filmcsomagját, amelyben láthatóak a magyar könnyűzenei élet legfrissebb koncertjei a Republic együttestől kezdve az Omega 2012-es szuperkoncertjéig. Napközben többek között főzőshow-k, cirkuszi bemutatók, űrkutatásról szóló, a genfi autószalont és más autós rendezvényeket, a világ filmfesztiváljait és premierjeit bemutató programok vannak műsoron, emellett új természetfilmek, extrém sportbemutatók, esténként pedig többek között egész estés rajzfilmek, koncertek, művészfilmek  szerepelnek a televízió kínálatában. Bemutatják Magyarország és Erdély kastélyait és természeti szépségeit is.
Az Eutelsat 9A műholdról az adás csak MTVA-kártyával volt elérhető. A program próbaadása 2012. június 25-én, délelőtt 10 órától augusztus 12-éig volt elérhető, azonban már június 18-án megkezdték az "elősugárzást". Az Antenna Hungária telekommunikációs vállalat Európában az elsők között indít 3D tesztsugárzást a digitális földfelszíni televíziós programkínálatban.

## Műszaki adatok
A képfolyam HD minőségű MPEG-TS (transport stream), 1920x1080 pixel. A hang AC3 formátumú két magyar nyelvű hangcsatornával (sztereó és 5.1 Dolby Digital).
Az adás a Széchenyi-hegyi tornyon 50 m magasságban elhelyezett 1 kW ERP (hatásos sugárzási teljesítmény), horizontális polarizációjú kisadóról folyt, 12 Mbps (megabit per second) adatsebességgel, 16QAM (kvadratúra amplitúdó moduláció), 1/32 GI (Guard Interval), 1/2 FEC (Forward Error Correction) formában a DVB-T szabványai szerint.
A bal- és jobb szem számára készült képet vízszintesen felére zsugorítják, így helyezhető be a normál HD kép helyére. Angol neve: Side-by-side. Az 1950-es években készült térhatású magyar filmek közül négyet levetítettek; ezek azonban Po (under-over) rendszerűek voltak; az MTVA stúdiójában vágták újra, hogy vetíteni lehessen.
Az üzemeltetés időszakának végén az Interneten látható volt az adás anaglif (vörös–cián) változata is.

### 3D Európában
Az adások legtöbbje nem DVB-T platformon megy; főleg műholdon, néha kábelen, sőt, IPTV rendszerben
Sky Welt, Avixine 3D (Németország)
First  3D TV Oy (Finnország)
Brava 3D (opera, balett)
MNITI (Moszkva)
Sky 3d Italia (több országban)
Show 3D, NEXT Lejdid (Lengyelország)
ATEI Tesszaloniki (Görögország)
Pro TV 3D (Románia)

## Filmek
A tesztadáshoz alacsony költségvetésű filmeket vásároltak, ezek többnyire népszerű (promóciós) filmek voltak: turistautakról, autókról, motorokról. Mindegyiket 2012-ben szinkronizálták.
Egy egész estés filmet is műsorra tűztek; ez a magyar–angol koprodukcióban készült Diótörő.
A zenés produkciók közül megemlíthető a Lord of Dance ír táncfilm.
Műsorra került négy archív magyar film. Az Állatkerti séta 1951-ben készült, de sikerült színesben bemutatni. A Színes szőttes táncfilm, bár eredetileg színes volt, színeit elvesztette, ezért csak fekete-fehérben volt látható, éppígy az Artistavizsga című film. A filmeket előzőleg a Magyar Nemzeti Digitális Archívum és Filmintézet archiválta. Az Olimpia megnyitásának napján volt az ősbemutatója az 1953-ban készült Sportoló fiatalok című filmnek. Ezek eredetileg Bodrossy Félix munkái voltak (Magyar Híradó és Dokumentumfilmgyár).
Készült a Magyar Televízióban két térhatású film, amelyet most mutattak be először. Az első interjú Szent-Györgyi Albert professzorral; két 16 milliméteres kamerával készült fekete-fehérben. Ezt korábban az MTV digitálisan felújította. A második Takács Marival készült, ez már mágneses jelhordozóra. Mindkettő Molnár Miklós operatőr munkája (ő jelenleg nyugdíjas).

## Történet
Korábban a csatornát MTV Parlament néven említették, de az MTV főcsatornájának MTV-ről M1-re való átnevezése után már M3-ként szerepelt. Az új közéleti csatorna indulására több dátumot is kitűztek, de pénzhiányra hivatkozva nem kezdték meg a működtetését. Eredetileg 700 millió forintba került volna, de 2009. július 15-én az akkori ORTT az érvényben lévő médiatörvény alapján törölte nyilvántartásából. Ezt követően 2012. június 12-én egy 11:00-kor kezdődő sajtótájékoztatón jelentették be a csatorna M3D-ként történő 2012. június 25-i indulását.
Az M3D teszt jelleggel, promóciós anyagokkal 2012. június 18-án indult. Majd 2012. június 25-ödikén elindult az M3D üzemszerű tesztadása természetfilmekkel, koncertfilmekkel. 2012. július 2-ig kizárólag az MTVA műholdas transzponderén, illetve a budapesti Mindig TV frekvencián volt elérhető, mivel a 2012. július 1-jén megrendezett 2012-es Foci EB döntő 3D-s közvetítési jogaival kizárólag az Antenna Hungária rendelkezett. 2012. július 2-ától pedig más műholdas és kábelszolgáltatók kínálatában is megjelent a csatorna (a Digi kivételével). A londoni olimpia végeztével ismét promóciós anyagokat sugározott 2012. augusztus 13-án éjfélig, akkor kikapcsolták.

### M3 (televízióadó)
2013. december 20-án hasonló néven archív csatorna indult, de az 2019. április 30-án megszűnt, és azóta internetes tévéként működik. Tematikájában, megjelenésében jelentősen eltérő volt.